# Goth Angel Sinner
Goth Angel Sinner — дванадцятий та перший посмертний мініальбом американського співака Lil Peep, що вийшов 31 жовтня 2019 року.

## Історія
Мініальбом був записаний незабаром після закінчення туру The Peep Show, у перервах між поїздками у Лондон. Випуск альбому був анонсований у жовтні 2017 Густавом у твіттері, але після смерті музиканта був відкладений.
Всі три пісні пізніше увійшли до збірника Everybody's Everything, що вийшов через 2 тижні після виходу Goth Angel Sinner .
Ремікс пісні When I Lie був включений до саундтреку до телесеріалу Гра Престолів .

## Трек-ліст
| #     | Назва        | Тривалість |
| ----- | ------------ | ---------- |
| 1.    | «Moving On»  | 3:23       |
| 2.    | «Belgium»    | 4:00       |
| 3.    | «When I Lie» | 3:57       |
| 11:20 |              |            |